# John Battye
John Edward Battye (19 tháng 5 năm 1926 – tháng 6 năm 2016) là một cầu thủ bóng đá người Anh thi đấu cho Huddersfield Town và York City. Ông sinh ra ở Scissett, gần Huddersfield, Yorkshire.